# Darik's Boot and Nuke
Darik's Boot and Nuke（略称：DBAN）は、自由でオープンソースのハードディスク消去ソフトである。IDE(PATA)・SCSI、シリアルATA規格のハードディスクの消去に対応している。

## 概要
パソコンなどに内蔵されたハードディスクを破棄・リサイクルする際に、ハードディスク上のデータを安全かつ完全に消去し、機密データ・個人情報を復元できないようにするために使用される。これはハードディスク内のすべてのデータ領域を、擬似乱数で上書きして消去することで実現している。
Linuxベースのソフトウェアであり、x86アーキテクチャのパソコンで動作する。通常はCD-ROM・DVD-ROM・USBフラッシュドライブから起動するが、Preboot Execution Environmentを使用してディスクレスで起動することもできる。
擬似乱数生成アルゴリズムはMersenne twisterとISAACのいずれかを選択可能。消去方式は、Quick Erase（ゼロフィル、1回実行）、RCMP TSSIT OPS-II（王立カナダ騎馬警察方式、8回実行）、DoD Short（アメリカ国防総省方式の簡易版、3回実行）、DoD 5220.22-M（アメリカ国防総省方式、7回実行）、Gutmann Wipe（Gutmann方式、35回実行）、PRNG Stream（PRNGストリーム方式、1回実行）のいずれかを選択可能。またベリファイの頻度、消去の繰り返し回数も指定することもできる。

## 開発終了
2012年9月、フィンランドのBlanccoはDBANの買収を発表した。
その後、2015年6月4日にバージョン2.3.0がリリースされて以降、新しいバージョンの開発は行われていない。なおDBANの公式Webサイトは、2016年時点では有料版のBlancco Drive Eraserの販売サイトが主体になっているものの、DBANの配布元であるSourceForgeのプロジェクトページへのリンクも張られている。
なおDBANの中核であるdwipeはフォークされ、Martijn van BrummelenによりLinuxのコマンドラインプログラムnwipeとしてリリースされ、DebianやUbuntuなどに同梱されている。